# I'm Here (新山詩織のアルバム)
『I'm Here』は、2022年4月6日にBeingから発売された新山詩織の1枚目のミニ・アルバム。

## 概要
歌手活動再開以後、初のミニアルバムで初めてセルフプロデュースした作品である。アルバムタイトルの由来は新山曰く、「なかなか顔を出せずにいたもの。休止中、自由に身動きの取れない日々のなかで出来たもの。新しいスタートを切りたくて出来たもの。一つの曲が一つの場所から「私は今ここにいるんだ」と声を上げながら、自分と相手を受け止めながら日々過ごしている。」「年齢はもちろん、生活や人間関係も変化していくなかでいくつもの壁にぶち当たるのだと思います。でもそれも人生の一部。後悔したらそこで終わりなのだと。今まで出会った沢山の先輩方に深く学びました。」とのこと。

## 収録曲
全曲　作詞・作曲：新山詩織
1. Smile for you
2. New　　※「キッチンカーコレクションinサンシャインワーフ神戸 Spring 」テーマソング
3. ミルクティー
4. 帰り道
5. ワンルーム
6. Do you love me?

## レコーディング参加
- 管梓（夏bot）（For Tracy Hyde、エイプリルブルー） - ギター[1][2]
- 友田ジュン（DEZOLVE)  - キーボード[1][2]
- 坂本遥（MEMEMION、エドガー・サリヴァン） - ギター[1][2]
- 和久井沙良 - ピアノ[1][2]
- 山下あすか - パーカッション[1][2]